# Elezioni politiche a San Marino del 1938
Le elezioni politiche a San Marino del 1938 (X legislatura) si svolsero il 29 maggio. Furono le quarte a partito unico, dopo che il Partito Fascista Sammarinese prese il potere.

## Sistema elettorale
Erano elettori i cittadini sammarinesi maschi maggiori di 24 anni con almeno uno di questi requisiti:
- essere capofamiglia originario o naturalizzato,
- essere laureato,
- appartenere alla milizia,
- avere un reddito annuo sopra le 55 lire.

## Le liste
Era presente una lista con i candidati al Consiglio Principe e Sovrano redatta dai capitani reggenti su consiglio del segretario del Partito Fascista Sammarinese, Giuliano Gozi.
Alle elezioni del 1938 era presente solo una scheda con scritto SÌ di colore bianco e azzurro e quella del NO di colore bianco.

## Risultati
| Partito Fascista Sammarinese | 2 916 | 100,00 | 60 |  |  |  |
| Totale                       | 2 916 | 100    | 60 |  |  |  |
|                              |       |        |    |  |  |  |
| Voti non validi              | 0     | 0,00   |    |  |  |  |
| Votanti                      | 2 916 | 78,49  |    |  |  |  |
| Elettori                     | 3 715 |        |    |  |  |  |